# Jacques-Yves Cousteau
Jacques-Yves Cousteau (Saint-André-de-Cubzac, 11 de junho de 1910 – Paris, 25 de junho de 1997) foi um oficial da marinha francesa, documentarista, cineasta, oceanógrafo e inventor mundialmente conhecido por suas viagens de pesquisa, a bordo do Calypso.
Cousteau foi um dos inventores, juntamente com Émile Gagnan, do Aqualung, o equipamento de mergulho autônomo que substituiu os pesados escafandros, e também participou como piloto de testes da criação de aparelhos de ultrassom para levantamentos geológicos do relevo submarino e de equipamentos fotocinematográficos para trabalhos em grandes profundidades.
Cousteau conquistou a Palma de Ouro de 1956, com o filme O mundo silencioso, rodado no Mar Mediterrâneo e Vermelho. Mas o próprio Cousteau confessou que, em seus primeiros filmes, não tinha nenhum tipo de preocupação ecológica. No total, foram quatro longas-metragens e setenta documentários para a televisão.
Em 1965, Cousteau criou uma casa submarina onde seis pessoas viveram por um mês, a cem metros de profundidade. Em 1990, o músico francês Jean Michel Jarre lançou um álbum em homenagem a seu 80.º aniversário, com o título Waiting for Cousteau.

## Juventude

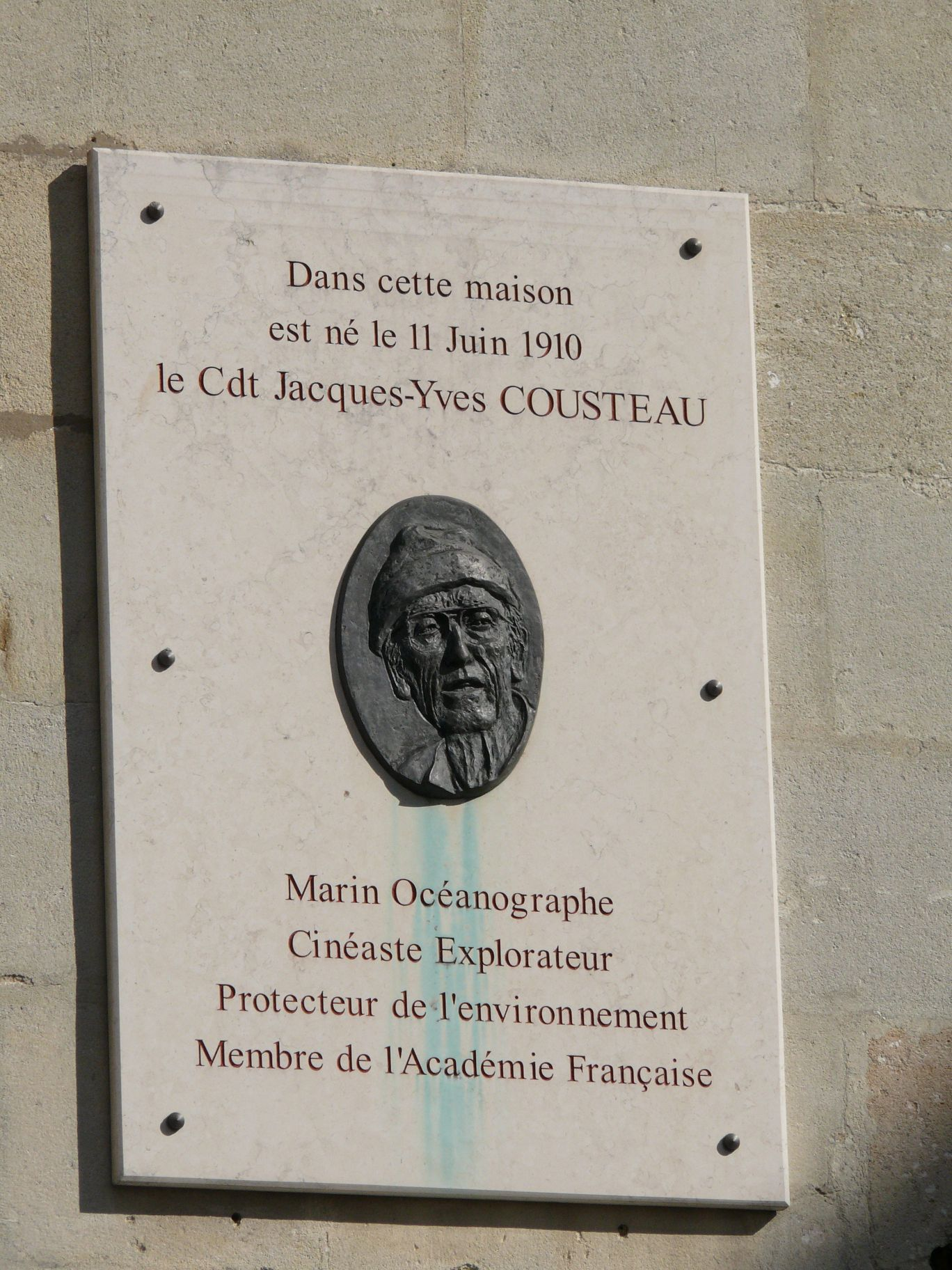
Placa comemorativa na residência de infância do comandante Cousteau, em Saint-André-de-Cubzac.

Cousteau nasceu em 11 de Junho de 1910 em Saint-André-de-Cubzac, filho de Daniel e Élisabeth Cousteau e irmão de Pierre-Antoine. Cousteau completou os estudos no prestigiado Collége Stanislas em Paris. Em 1930, ingressou na escola naval e graduou-se como oficial de artilharia. Após um acidente de carro que acabou com a sua carreira na aviação naval, Cousteau voltou seu interesse para o mar. Em Toulon, onde serviu no Condorcet, Cousteau executou sua primeira experiência científica debaixo d'água, graças a seu amigo Philippe Tailliez que, em 1936, enviou-lhe alguns óculos de proteção subaquáticos Fernez, predecessores da moderna máscara de mergulho. Cousteau também fez parte do serviço de informações da Marinha Francesa, e foi enviado em missões para Xangai e Japão (1935–1938) e para a União Soviética (1939).
Em 12 de julho de 1937 casou com Simone Melchior, com quem teve dois filhos, Jean-Michel (nascido em 1938) e Philippe (nascido em 1940). Seus filhos fizeram parte de aventuras a bordo do Calypso. Teve ainda uma filha Diane Cousteau (nascida em 1981) e um filho Pierre-Yves Cousteau (nascido em 1982), ambos nascidos no segundo casamento de Cousteau. Um ano depois da morte de sua esposa Simone por câncer, casou-se com Francine Triplet.

## Início dos anos 1940: Inovação do mergulho moderno
Os anos da Segunda Guerra Mundial foram decisivos para a história do mergulho. Depois do Armistício de 1940, a família de Simone e de Jacques refugiaram-se em Megève, onde se tornaram amigos da família Ichac que também moraram lá. Jacques-Yves Cousteau e Marcel Ichac compartilhavam o mesmo desejo de mostrar ao público geral lugares desconhecidos e inacessíveis — no caso de Cousteau, o mundo submarino e, no caso de Ichac, as montanhas altas. Os dois vizinhos fizeram o primeiro ex aequo do Congresso de Filmes Documentários, em 1943, para o primeiro filme subaquático francês Par dix-huit mètres de fond (18 metros de profundidade), feito sem equipamento de respiração no ano anterior na ilha Embiez com Philippe Tailliez e Frédéric Dumas, sem esquecer papel primordial desempenhado, como criador da câmera de profundidade pressurizada, pelo engenheiro mecânico Léon Vèche.
Em 1943, fez um filme Épaves (Naufrágios); para essa ocasião, usou dois dos primeiros protótipos do Aqualung. O protótipo foi feito em Boulogne-Billancourt pela Companhia Air Liquid seguindo as instruções de Gagnan e de Cousteau. Quando faziam Épaves, Cousteau não conseguiu achar rolos de filme em branco necessários, porém havia comprado centenas de rolos de câmera da mesma largura, planejados para câmeras infantis, e uniu todas formando assim um rolo de filme longo.
Mantendo vínculos com falantes de língua inglesa (passou parte de sua infância nos Estados Unidos e casualmente falava inglês) e com soldados franceses na África do Norte (sob comando do Almirante Lemonnier), Cousteau ajudou a Marinha Francesa para juntar-se novamente aos Aliados, montando uma operação de comando contra o Serviço de Espionagem Italiano na França e recebendo várias condecorações por seus atos. Naquela época manteve distância de seu irmão Pierre-Antoine Cousteau, um escritor antissemita que escreveu o jornal colaboracionista Je suis partout (Eu estou em todo lugar) e recebeu sentença de morte em 1946. Entretanto, esta foi depois modificada para uma sentença perpétua da qual foi liberto em 1954.
Durante os anos 1940, Cousteau é creditado pelo design do "improvável" Aqualung que deu origem à tecnologia do circuito aberto de mergulho autônomo usado atualmente, isto é, regulador de demanda e cilindro de ar comprimido. De acordo com o seu primeiro livro Mundo do silêncio: uma história de descobertas e aventuras submarinas (1953), Cousteau começou com óculos de proteção Fernez em 1936, e em 1939 usou o aparelho autônomo de respiração subaquático, inventado em 1926 pelo Comandante Yves le Prieur. Cousteau não estava satisfeito com o período de tempo que passava debaixo d'água com o aparelho de Le Prieur, então resolveu improvisar, adicionando um regulador de demanda, inventado em 1942 por Émile Gagnan. Em 1943, Cousteau experimentou o primeiro protótipo do Aqualung que finalmente fez estender o tempo de exploração submarina possível.

## Final dos anos de 1940: GERS eÉlie Monnier
Em 1946, Cousteau e Talliez mostraram o filme Épaves ao Almirante Lemonnier, e o almirante responsabilizou-se por montar o Groupement de Recherches Sous-Marines (GRS ou, em português, Grupo de Pesquisas Submarinas) da Marinha Francesa em Toulon. Um pouco depois este se tornou Groupemente d'Études et de Recherches Sous-Marines (GERS, ou, em português, Grupo de Estudos e Pesquisas Submarinas), em seguida, Commandement des Interventions Sous la Mer (COMISMER, ou, em português, Comando de Intervenções Subaquáticas) e, finalmente, o CEPHISMER. Em 1947, o suboficial principal Maurice Fargues tornou-se o primeiro mergulhador a morrer usando um aqualung enquanto tentava estabelecer um novo recorde de profundidade com a GERS em Toulon.
Em 1948, envolvido em missões de desativação de minas, explorações submarinhas e testes técnicos e físicos, Cousteau empreendeu a primeira campanha no Mediterrâneo a bordo da corveta Élie Monnier com Philippe Talliez, Frédéric Dumas e Jean Alinat, além do escritor Marcel Ichac. A pequena equipe também empreendeu no Naufrágio Romano de Mahdia (Tunísia). Esta foi a primeira operação arqueológica que utilizou mergulho autônomo, assim abrindo caminho para o mergulho científico arqueológico.
Cousteau e o Élie Monnier participaram no resgate da esfera de mergulho de navio do professor Jacques Piccard, o FRNS-2, durante a expedição de 1949 para Dacar. Agradecida pelo resgate, a Marinha Francesa foi capaz de utilizar a esfera do batiscafo para construir o FRNS-3. As aventuras deste período foram contadas em dois livros, O Mundo do Silêncio (1953, por Cousteau e Dumas) e Plongées sans câble (1954, por Philippe Talliez).

## Anos de 1950 a 1970
Em 1949, Cousteau deixou a Marinha da França. No ano seguinte, fundou a campanha Oceanográfica Francesa, e arrendou o navio chamado Calypso de Thomas Loel Guinness por, simbolicamente, um franco por ano. Cousteau reformou o Calypso como um laboratório móvel para pesquisas de campo e como sua principal embarcação para mergulho e filmagem. Também cumpriu escavações arqueológicas submarinas no Mediterrâneo, dentre as quais podemos destacar Grand-Congloé (1952).
Com a publicação do seu primeiro livro em 1953, O Mundo do Silêncio, previu a existência da habilidade de ecolocalização dos golfinhos. Informou que seu navio de pesquisas, o Élie Monier, estava se dirigindo para o Estreito de Gibraltar, noticiando que um grupo de phocoenidae os estava seguindo. Cousteau mudou o curso para poucos graus a menos que o curso ideal para o centro do estreito, e os golfinhos os seguiram por poucos minutos, separando-se em sentido ao meio do canal de novo. Aquilo foi uma evidência de que os golfinhos sabiam qual o curso ideal estabelecido, até mesmo se os humanos não soubessem. Cousteau concluiu que os cetáceos possuíam algo semelhante a um sonar.
Cousteau ganhou a Palma de Ouro no Festival de Cannes in 1956 pelo O Mundo do Silêncio, coproduzido por Louis Malle. Com assistência de Jean Mollard, fez o "Pires de Mergulho" SP-350, um veículo de mergulho experimental que podia alcançar a profundidade de 350 metros. O sucesso do experimento foi batido rapidamente em 1965 por dois veículos que alcançavam 500 metros. Um ano depois, foi eleito como diretor do Centro Oceanográfico de Mônaco. Dirigiu experimentos de mergulho em saturação (imersões de longa duração e casas debaixo d'água). Além disso foi admitido na Academia Nacional de Ciências dos Estados Unidos.

## Mergulhando em navios famosos
Em 1985 no seu ímpeto para estudar o fundo do mar em um dos episódios de "As aventuras submarinas de Jacques Cousteau" Cousteau mergulha, filma e fotografa no local do naufrágio do navio HMHS Britannic que era o terceiro navio da Classe Olympic e Navio irmão do Famoso Navio RMS Titanic e RMS Olympic, o HMHS Britannic foi Lançado ao Mar em Meados de 1914 e em 1915 foi Requisitado como Navio de Assistência Hospitalar pelo Almirantado Britânico fazendo a Rota Londres-Nápoles-Mudros no Império Otomano, ao qual fez essa Rota 5 Vezes sem Problemas, mas em sua SEXTA Viagem o HMHS Britannic Acertou uma Mina Aquática as 08h30 da manhã do dia 21 de Novembro de 1916 afundando em 55 Minutos, Matando 32 Pessoas, batendo com sua Proa no fundo e Virando a 152 Metros da Linha da Água a 1,71 KM da Ilha de Kea no Mar Egeu.
No Documentário, Cousteau fotografa, filma e Analisa vários Detalhes do Navio por dias não só acabando com a discussão de como o Britannic ao qual descobriu os restos da Mina a 800 Metros do Navio, como também analisou o que fez o Navio e descobriu com foram os Últimos momentos do Navio.

## Filmografia
| 1. Early Short Films                                                                                                   |             |                                                                            |                                                               |     |
| 1S | 1942        | Par dix-huit mètres de fond                                                |                                                               | Sim |
| 2S | 1943        | Épaves                                                                     | Shipwrecks                                                    | Sim |
| 3S | 1944        | Paysages du silence                                                        | Silent Lands...                                               | Sim |
| 4S | 1948        | Phoques au Sahara                                                          |                                                               | —   |
| 5S | 1949        | Autour d'un récif                                                          |                                                               | —   |
| 6S | 1949        | Une plongée du Rubis                                                       | A Dive on Board the Rubis                                     | Sim |
| 7S | 1949        | Carnet de plongée (com Marcel Ichac)                                       |                                                               | —   |
| 8S | 1955        | La Fontaine de Vaucluse (com Louis Malle)                                  |                                                               | —   |
| 9S | 1955        | Station 307                                                                |                                                               | —   |
| 10S | 1955        | Récifs de coraux                                                           |                                                               | —   |
| 11S | 1957        | La Galère engloutie (com Jacques Ertaud)                                   |                                                               | —   |
| 12S | 1959        | Histoire d'un poisson rouge                                                | The Golden Fish                                               | Sim |
| 13S | 1960        | Vitrines sous la mer (com Georges Alépée)                                  |                                                               | —   |
| 14S | 1960        | Prince Albert I                                                            |                                                               | —   |
| 2. Movies I |             |                                                                            |                                                               |     |
| 1F | 1956        | Le Monde du silence                                                        | The Silent World                                              | Sim |
| 2F | 1964        | Le Monde sans soleil                                                       | World Without Sun                                             | Sim |
| 3. The Odyssey of the Cousteau Team I (also known as "The Undersea World of Jacques Cousteau")                         |             |                                                                            |                                                               |     |
| 1 | 1966        | L'aventure Précontinent                                                    | Conshelf Adventure                                            | Sim |
| 2 | 1967/1968   | Les Requins                                                                | Sharks                                                        | Sim |
| 3 | 1967/1968   | La jungle de corail                                                        | The Savage World of the Coral Jungle                          | Sim |
| 4 | 1967/1968   | Le Destin des tortues de mer                                               | Search in the Deep                                            | Sim |
| 5 | 1968        | Baleines et cachalots                                                      | Whales                                                        | Sim |
| 6 | 1968/1969   | Le voyage surprise de Pepito et Cristobal                                  | The Unexpected Voyage of Pepito and Cristobal                 | Sim |
| 7 | 1968/1969   | Trésor englouti                                                            | Sunken Treasure                                               | Sim |
| 8 | 1968/1969   | La légende du lac Titicaca                                                 | The Legend of Lake Titicaca                                   | Sim |
| 9 | 1969        | Les baleines du désert                                                     | The Desert Whales                                             | Sim |
| 10 | 1969/1970   | La nuit des calmars                                                        | The Night of the Squid                                        | Sim |
| 11 | 1969/1970   | La retour des Éléphants de mer                                             | The Return of the Sea Elephants                               | Sim |
| 12 | 1970        | Ces incroyables machines plongeantes                                       | Those Incredible Diving Machines                              | Sim |
| 13 | 1970        | La mer vivante                                                             | The Water Planet                                              | Sim |
| 14 | 1970        | La tragédie des Saumons rouges                                             | The Tragedy of the Red Salmon                                 | Sim |
| 15 | 1970/1971   | Le lagon des navires perdus                                                | Lagoon of Lost Ships                                          | Sim |
| 16 | 1971        | Les Dragons des Galápagos                                                  | The Dragons of the Galapagos                                  | Sim |
| 17 | 1971        | Cavernes englouties                                                        | Secrets of the Sunken Caves                                   | Sim |
| 18 | 1971        | Le sort des Loutres de mer                                                 | The Unsinkable Sea Otter                                      | Sim |
| 19 | 1971/1972   | Les dernières Sirènes                                                      | The Forgotten Mermaids                                        | Sim |
| 20 | 1972/1971   | Pieuvre, petite pieuvre                                                    | Octopus, Octopus                                              | Sim |
| 21 | 1972        | Le chant des dauphins                                                      | A Sound of Dolphins                                           | Sim |
| 22 | 1973        | 500 millions d'années sous la mer                                          | 500 Million Years Beneath the Sea                             | Sim |
| 23 | 1973/1972   | Le sourire du Morse                                                        | A Smile of the Walrus                                         | Sim |
| 24 | 1973        | Hippo, Hippo                                                               | Hippo!                                                        | Sim |
| 25 | 1973        | La baleine qui chante                                                      | The Singing Whale                                             | Sim |
| 26 | 1974/1973   | Mission Cousteau en Antarctique. Partie I. La glace et le feu              | Cousteau in the Antarctic. Part I. South to Fire and Ice      | Sim |
| 27 | 1974        | Mission Cousteau en Antarctique. Partie II. Le vol du Pingouin             | Cousteau in the Antarctic. Part II. The Flight of Penguins    | Sim |
| 28 | 1974        | Mission Cousteau en Antarctique. Partie III. La vie sous un océan de glace | Cousteau in the Antarctic. Part III. Beneath the Frozen World | Sim |
| 29 | 1974        | Mission Cousteau en Antarctique. Partie IV. Blizzard à Esperanza           | Cousteau in the Antarctic. Part IV. Blizzard at Hope Bay      | Sim |
| 30 | 1975/1974   | Patagonie: La vie au bout du monde                                         | Life at the End of the World                                  | Sim |
| 31 | 1975        | L'hiver des Castors                                                        | Beavers of the North Country                                  | Sim |
| 32 | 1975        | Les Fous du Corail                                                         | The Coral Divers of Corsica                                   | Sim |
| 33 | 1975        | Les requins dormeurs du Yucatán                                            | The Sleeping Sharks of Yucatán                                | Sim |
| 34 | 1976/1975   | Coup d'aile sous la mer: Isabella                                          | The Sea Birds of Isabella                                     | Sim |
| 35 | 1976        | Au cœur des récifs des Caraïbes                                            | Mysteries of the Hidden Reefs                                 | Sim |
| 36 | 1976        | Le Poisson qui a gobé Jonas / El Gran Pez que se tragó a Jonás             | The Fish That Swallowed Jonah                                 | Sim |
| 37 | 1976        | La Marche des langoustes                                                   | The Incredible March of the Spiny Lobsters                    | Sim |
| 4. Movies II |             |                                                                            |                                                               |     |
| 3F | 1975 / 1976 | Voyage au bout du monde                                                    | Voyage to the Edge of the World                               | Sim |
| 5. Oasis in Space |             |                                                                            |                                                               |     |
| 1S | 1977        |                                                                            | What Price Progress?                                          |     |
| 2S | 1977        |                                                                            | Troubled Waters                                               |     |
| 3S | 1977        |                                                                            | Grain of Conscience                                           |     |
| 4S | 1977        |                                                                            | Population Time Bomb                                          |     |
| 5S | 1977        |                                                                            | The Power Game                                                |     |
| 6S | 1977        |                                                                            | Visions of Tomorrow                                           |     |
| 6. The Cousteau Odyssey II (also known as "The Jacques Cousteau Odyssey", continue "The Odyssey of the Cousteau Team") |             |                                                                            |                                                               |     |
| 38 | 1977        | L'énigme du Britannic                                                      | Calypso's Search for the Britannic                            | Sim |
| 39 | 1978        | Le butin de Pergame sauvé des eaux                                         | Diving for Roman Plunder                                      | Sim |
| 40 | 1978        | À la recherche de l'Atlantide. Partie I                                    | Calypso's Search for Atlantis. Part I                         | Sim |
| 41 | 1978        | À la recherche de l'Atlantide. Partie II                                   | Calypso's Search for Atlantis. Part II                        | Sim |
| 42 | 1978        | Le testament de l'île de Pâques                                            | Blind Prophets of Easter Island                               | Sim |
| 43 | 1978        | Ultimatum sous la mer                                                      | Time Bomb at Fifty Fathoms                                    | Sim |
| 44 | 1979        | Le sang de la mer                                                          | Mediterranean: Cradle or Coffin?                              | Sim |
| 45 | 1979        | Le Nil. Partie I                                                           | The Nile. Part I                                              | Sim |
| 46 | 1979        | Le Nil. Partie II                                                          | The Nile. Part II                                             | Sim |
| 47 | 1980        | Fortunes de mer                                                            | Lost Relics of the Sea                                        | Sim |
| 48 | 1980/1981   | Clipperton: île de la solitude                                             | Clipperton: The Island Time Forgot                            | Sim |
| 49 | 1981/1982   | Sang chaud dans la mer                                                     | Warm-Blooded Sea: Mammals of the Deep                         | Sim |
| 7. North American Adventures                                                                                           |             |                                                                            |                                                               |     |
| 1F | 1981        | Les Pièges de la mer                                                       | Cries from the Deep                                           |     |
| 2F | 1982        | Du grand large aux grands lac                                              | Saint Lawrence: Stairway to the Sea                           | Sim |
| 8. Cousteau's Amazon Series                                                                                            |             |                                                                            |                                                               |     |
| 1S | 1982        | Objectif Amazone: Branle-bas sur la Calypso                                | Calypso Countdown: Rigging for the Amazon                     | Sim |
| 2 | 1983        | Au pays des milles rivières                                                | Journey to a Thousand Rivers                                  | Sim |
| 3 | 1983        | La rivière enchantée                                                       | The Enchanted River                                           | Sim |
| 4 | 1983        | Ombres fuyantes — Indiens de l'Amazonie                                    | Shadows in the Wilderness — Indians of the Amazon             | Sim |
| 5 | 1983/1984   | La rivière de l'or                                                         | River of Gold                                                 | Sim |
| 6 | 1984        | Message d'un monde perdu                                                   | Legacy of a Lost World                                        | Sim |
| 7 | 1984        | Un avenir pour l'Amazonie                                                  | Blueprints for Amazonia                                       | Sim |
| 8 | 1984        | Tempête de neige sur la jungle                                             | Snowstorm in the Jungle                                       | Sim |
| 9. Other releases I |             |                                                                            |                                                               |     |
| 1 | 1985        | Le Mississippi. Partie I. Un Allié récalcitrant                            | Cousteau at Mississippi. The Reluctant Ally                   | Sim |
| 2 | 1985        | Le Mississippi. Partie II. Allié et adversaire                             | Cousteau at Mississippi. The Friendly Foe                     | Sim |
| 3 | 1985        | Jacques-Yves Cousteau: mes premier 75 ans (1)                              | Jacques Cousteau: The First 75 Years (1)                      |     |
| 4 | 1985        | Jacques-Yves Cousteau: mes premier 75 ans (2)                              | Jacques Cousteau: The First 75 Years (2)                      |     |
| 5 | 1985        | Alcyone, fille du vent                                                     | Riders of the Wind                                            | Sim |
| 6S | 1988        |                                                                            | Island of Peace                                               | Sim |
| 10. Cousteau's Rediscovery of the World I (também conhecido como "Rediscover the World")                               |             |                                                                            |                                                               |     |
| 1 | 1986        | Haïti: L'eau de chagrin                                                    | Haiti: Waters of Sorrow                                       | Sim |
| 2 | 1986        | Cuba: les eaux du destin                                                   | Cuba: Waters of Destiny                                       | Sim |
| 3 | 1986        | Cap Horn: les eaux du vent                                                 | Cape Horn: Waters of the Wind                                 | Sim |
| 4 | 1986        | L'héritage de Cortez                                                       | Sea of Cortez: Legacy of Cortez                               | Sim |
| 5 | 1987        | Les Îles Marquises: montagnes de la mer                                    | The Marquesas Islands: Mountains from the Sea                 | Sim |
| 6 | 1987        | Îles du Détroit: les eaux de la discorde                                   | Channel Islands: Waters of Contention                         | Sim |
| 7 | 1987        | Îles du Détroit: à l'approche d'une marée humaine                          | Channel Islands: Days of Future Past                          | Sim |
| 8 | 1988        | Nouvelle-Zélande: la Rose et le dragon                                     | New Zealand: The Rose and the Dragon                          | Sim |
| 9 | 1988        | Nouvelle-Zélande: au pays du long nuage blanc                              | New Zealand: The Heron of the Single Flight                   | Sim |
| 10 | 1988        | Nouvelle-Zélande: le Péché et la Rédemption                                | New Zealand: The Smoldering Sea                               | Sim |
| 11 | 1988        | Au pays des totems vivants                                                 | Pacific Northwest: Land of the Living Totems                  | Sim |
| 12 | 1988        | Tahiti: l'eau de feu                                                       | Tahiti: Fire Waters                                           | Sim |
| 13 | 1988        | Les Requins de l'île au trésor                                             | Cocos Island: Sharks of Treasure Island                       | Sim |
| 14 | 1988/1989   | Mer de Béring: Le crépuscule du chasseur en Alaska                         | Bering Sea: Twilight of the Alaskan Hunter                    | Sim |
| 15 | 1988/1989   | Australie: l'ultime barrière                                               | Australia: The Last Barrier                                   | Sim |
| 16 | 1989        | Bornéo: Le spectre de la tortue                                            | Borneo: The Ghost of the Sea Turtle                           | Sim |
| 17 | 1989        | Papouasie Nouvelle-Guinée I: La machine à remonter le temps                | Papua New Guinea I: Into the Time Machine                     | Sim |
| 18 | 1989        | Papouasie Nouvelle-Guinée II: La rivière des hommes crocodiles             | Papua New Guinea II: River of Crocodile Men                   | Sim |
| 19 | 1989        | Papouasie Nouvelle-Guinée III: La coeur de feu                             | Papua New Guinea III: Center of Fire                          | Sim |
| 20 | 1989        | Thaïlande: les forçats de la mer                                           | Thailand: Convicts of the Sea                                 | Sim |
| 21 | 1989/1990   | Bornéo: la Forêt sans terre                                                | Borneo: Forests Without Land                                  | Sim |
| 11. Other releases II                                                                                                  |             |                                                                            |                                                               |     |
| 7 | 1990        | Scandale à Valdez                                                          | Outrage at Valdez                                             |     |
| 8 | 1990        | Lilliput en Antarctique                                                    | Lilliput in Antarctica                                        | Sim |
| 12. Cousteau's Rediscovery of the World II (também conhecido como "Rediscover the World")                              |             |                                                                            |                                                               |     |
| 22 | 1990        | Andaman, les îles invisibles                                               | Andaman Islands: Invisible Islands                            | Sim |
| 23 | 1990/1991   | Australie: à l'ouest du bout du monde                                      | Australia: Out West, Down Under                               | Sim |
| 24 | 1991        | Australie: le peuple de la mer desséchée                                   | Australia: People of the Dry Sea                              | Sim |
| 25 | 1991        | Australie: le peuple de l'eau et du feu                                    | Australia: People of Fire and Water                           | Sim |
| 26 | 1991        | Australie: les trésors de la mer                                           | Australia: Fortunes in the Sea                                | Sim |
| 27 | 1991        | Tasmanie, une île s'éveille                                                | Tasmania: Australia's Awakening Island                        | Sim |
| 28 | 1991        | Indonésie: les vergers de l'enfer                                          | Indonesia I: The Devil's Orchard                              | Sim |
| 29 | 1991        | Sumatra: le cœur de la mer                                                 | Indonesia II: Sumatra, the Heart of the Sea                   | Sim |
| 30 | 1991/1992   | Nauru, îlot ou planète                                                     | Nauru: The Island Planet                                      | Sim |
| 31 | 1991/1992   | La grand requin blanc, seigneur solitaire des mers                         | The Great White Shark — Lonely Lord of the Sea                |     |
| 32 | 1991        | Palawan, le dernier refuge                                                 | Palawan: The Last Refuge                                      | Sim |
| 33 | 1992        | Danube I: le lever de rideau                                               | Danube I: The Curtain Rises                                   | Sim |
| 34 | 1992        | Danube II: le rêve de Charlemagne                                          | Danube II: Charlemagne's Dream                                | Sim |
| 35 | 1992        | Danube III: les Cris du Fleuve                                             | Danube III: The River Cries Out                               | Sim |
| 36 | 1992        | Danube IV: les Débordements du Fleuve                                      | Danube IV: Rivalries Overflow                                 | Sim |
| 37 | 1993        | La société secrète des Cétacés                                             | Bahamas: The Secret Societies of Dolphins and Whales          |     |
| 38 | 1993        | Mékong: le don de l'eau                                                    | Mekong: The Gift of Water                                     |     |
| 39 | 1993        | Vietnam et Cambodge: le riz et les fusils                                  | Vietnam and Cambodia: Children of Rice and Guns               |     |
| 13. Other releases III                                                                                                 |             |                                                                            |                                                               |     |
| 9 | 1995        | La Légende de Calypso                                                      | Calypso's Legend                                              | Sim |
| 10 | 1995        | Profond, loin, longtemps                                                   | Deeper, Farther, Longer                                       | Sim |
| 11 | 1996        | Les promisses de la mer                                                    | The Mirage of the Sea                                         | Sim |
| 14. Cousteau's Rediscovery of the World III (também conhecido como World")                                             |             |                                                                            |                                                               |     |
| 40 | 1995        | Madagascar I: l'île des esprits                                            | Madagascar I: Island of Heart and Soul                        | Sim |
| 41 | 1995        | Madagascar II: l'île des esprits                                           | Madagascar II: Island of Heart and Soul                       | Sim |
| 42 | 1996        | Afrique du Sud: les diamants du désert                                     | South Africa: Diamonds of the Desert                          | Sim |
| 43 | 1996        | Afrique du Sud: sanctuaires pour la vie                                    | South Africa: Sanctuaries for Life                            | Sim |
| 44 | 1996/1997   | À travers la Chine par le fleuve Jaune                                     | China: Across China with the Yellow River                     | Sim |
| 45 | 1997/1999   | Le lac Baïkal                                                              | Lake Baikal: Beneath the Mirror                               | Sim |

### Legenda
1. ↑  ordem real, está incorreta na filmografia oficial
2. ↑  anos reais, eles estão incorretos na filmografia oficial
3. ↑  nomes reais, eles estão incorretos na filmografia oficial

- S – Curta
- F – longa-metragem
- <only number> – a duração do filme é de cerca de 45 minutos

## Publicações
- The Silent World (1953, com Frédéric Dumas)
- Captain Cousteaus Underwater Treasury (1959, com James Dugan)
- The Living Sea (1963, com James Dugan)
- World Without Sun (1965)
- The Undersea Discoveries of Jacques-Yves Cousteau (1970–1975, 8-volumes, com Philippe Diolé)
  - The Shark: Splendid Savage of the Sea (1970)
  - Diving for Sunken Treasure (1971)
  - Life and Death in a Coral Sea (1971)
  - The Whale: Mighty Monarch of the Sea (1972)
  - Octopus and Squid: The Soft Intelligence (1973)
  - Three Adventures: Galápagos, Titicaca, the Blue Holes (1973)
  - Diving Companions: Sea Lion, Elephant Seal, Walrus (1974)
  - Dolphins (1975)
- The Ocean World of Jacques Cousteau (1973–78, 21 volumes)
  - Oasis in Space (vol 1)
  - The Act of Life (vol 2)
  - Quest for Food (vol 3)
  - Window in the Sea (vol 4)
  - The Art of Motion (vol 5)
  - Attack and Defense (vol 6)
  - Invisible Messages (vol 7)
  - Instinct and Intelligence (vol 8)
  - Pharaohs of the Sea (vol 9)
  - Mammals in the Sea (vol 10)
  - Provinces of the Sea (vol 11)
  - Man Re-Enters Sea (vol 12)
  - A Sea of Legends (vol 13)
  - Adventure of Life (vol 14)
  - Outer and Inner Space (vol 15)
  - The Whitecaps (vol 16)
  - Riches of the Sea (vol 17)
  - Challenges of the Sea (vol 18)
  - The Sea in Danger (vol 19)
  - Guide to the Sea and Index (vol 20)
  - Calypso (1978, vol 21)
- A Bill of Rights for Future Generations (1979)
- Life at the Bottom of the World (1980)
- The Cousteau United States Almanac of the Environment (1981, a.k.a.  The Cousteau Almanac of the Environment: An Inventory of Life on a Water Planet)
- Jacques Cousteau's Calypso (1983, com Alexis Sivirine)
- Marine Life of the Caribbean (1984, com James Cribb and Thomas H. Suchanek)
- Jacques Cousteau's Amazon Journey (1984, com Mose Richards)
- Jacques Cousteau: The Ocean World (1985)
- The Whale (1987, com Philippe Diolé)
- Jacques Cousteau: Whales (1988, com Yves Paccalet)
- The Human, The Orchid and The Octopus (e Susan Schiefelbein, coautor; Bloomsbury 2007)